# اتاق سنتی (معماری بوشهر)
اتاق در معماری سنتی بوشهر

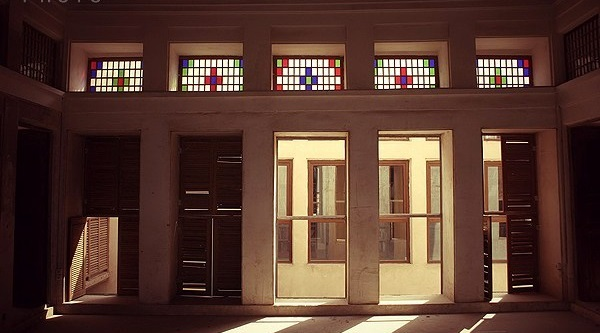
معماری قدیمی و سنتی منازل و اتاق های خانه های استان بوشهر

برمبنای سازماندهی کل فضاها و تقسیم آن به فضاهای تابستان‌نشین و زمستان‌نشین اتاق‌های مختلف در بناهای بوشهر شکل گرفته‌است. ارتفاع دادن به خانه، جهت رسیدن به مسیر حرکت بادهای مناسب سبب شده‌است که اغلب اتاق‌های تایستان‌نشین در طبقات بالا و اتاق‌های زمستانی در طبقه همکف یا کمی پایین‌تر از سطح حیاط قرار گیرند.
اتاق زمستانی، اتاقی کوچک وبا تعداد کمی بازشو است و گودی آن در سطح زمین و بسته بودن آن از چند جهت باعث گرم شدن سریع آن می‌شود.
برعکس، اتاق‌های تابستانی فضاهایی هستند که در جبهه‌های مختلف آن بازشوهای کامل یا نیم دری‌ها قرار گرفته‌اند. در بسیاری از خانه‌ها این اتاق مانند یک بادگیر عمل می‌کند و در بعضی نیز تعداد بازشوهای آن در هر چهار جبهه اتاق به شانزده عدد می‌رسد.

## انواع اتاق‌های تابستانی
اتاق‌های تابستانی در انواع سه دری، چهار دری، پنج دری، شش دری، هفت دری، هشت دری، ده دری، دوازده دری، شانزده دری ساخته شده‌اند.

## عملکرد اتاق ها
این اتاق‌ها عملکردهای مختلف از قبیل، اتاق بنشین (نشیمن) و اتاق مجلسی (پذیرایی) دارند، معمولاً در کنار اتاق بنشین اتاقی کوچک به نام صندوقخانه یا همان پستو قرار گرفته‌است.

## ترکیب اتاقها
اتاق‌ها به چند شکل با دیگر فضاهای موجود ارتباط دارند. اتاق‌های طبقه همکف، مستقیماً به حیاط راه دارند و معمولترین راه دسترسی به آن‌ها به وسیله طارمه (ایوان بین چند فضا) انجام می‌شود.
در کنار هم قرار گرفتن اتاق‌ها نیز ترکیبی جالب را ارائه می‌دهد، رایج‌ترین آن، ترکیب طارمه و اتاق است.

## عناصر مختلف اتاق
این فضا تعدادی زیادی طاقچه و کمد دیواری یا درو دارد. عناصر مختلف یک اتاق، شامل بازشو، در انواع در و نیم دری، گلجام، ارسی، طاقچه، درو، حصیرهای کف و غیره است.
ویژگی‌های مهم درها در برخی از اتاق دو جداره بودن آن است. معمولاً جداره بیرونی از نوع کرکره ای (کرکری) بوده و در جداره داخلی، مثل درهای مناطق دیگر دارای دو لنگه است. با باز کردن در داخلی می‌توان بدون تابش نور شدید و دید مستقیم از بیرون، جریان باد مطبوع را به داخل اتاق هدایت کرد.

## مصالح اتاق
کف اتاق‌ها را معمولاً با قشری از گچ می پوشاندند ولی در خانه‌های اعیانی کف پوشها چوبی است و در خانه‌های معمولی بر روی کف گچین آن انواع حصیر، با ابعاد مشخص پهن می‌کرده‌اند. 
انواع حصیرها به نام‌های بلیو (بوریا)، چولان، سِتّه و بحرینی معروف بوده‌اند.